# Batalla de Verdun
La batalla de Verdun va ser un dels principals combats de la Primera Guerra Mundial lliurat entre les forces alemanyes i les forces franceses des de febrer fins a desembre de 1916. El 21 de febrer, els alemanys van llançar una ofensiva sobre la ciutat francesa de Verdun, que ocupava una posició vital, ja que estava situada sobre uns turons des dels quals dominava el riu Mosa, a l'extrem oriental de la línia de les trinxeres franceses, i representava un important símbol de la capacitat de resistència francesa.

## Camps de batalla de Verdun

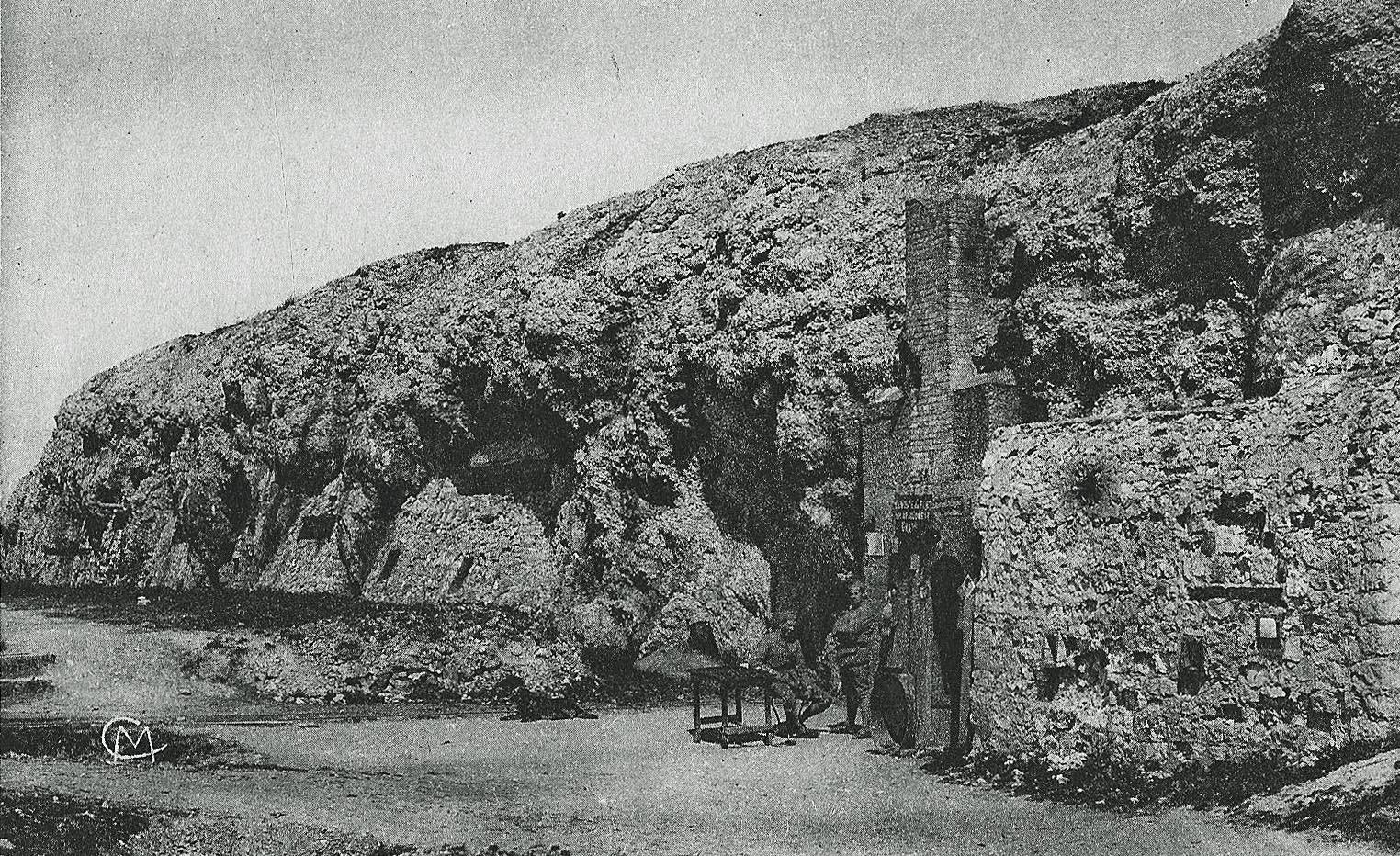
El fort de Vaux, el 8 o 9 de juny de 1916

Entre els nombrosos camps que foren teatre d'innumerables batalles en el front occidental durant la gran contesa de 1914-1918, són els de Verdun els que evoquen més tràgics records. En la riba dreta del Mosa s'hi destaquen Saint-Mihiel, Sauville i Doaumont, cèlebres fortaleses. A 1 quilòmetre d'aquesta ruta s'eleva el fort de Tavannes que sofrí relativament poc. Els boscos de Laufée i de Chénois foren així mateix escenari de continus i sagnants episodis. A 9 km. de Verdun s'aixeca el cèlebre fort de Vaux. A 400 m. de bifurcació de la ruta de Fleury hi ha el fort de Souville, reducte de la defensa francesa del qual tractaren d'apoderar-se els alemanys sense aconseguir-ho, des del 15 al 22 de juny de 1916. A uns 14 km. de Verdun hi ha la capella de Sainte-Fine, objecte d'una finta alemanya en el seu primer atac contra Verdun. A través dels vestigis del que fou el bosc del Chapître i del bosc Firmin s'arriba al tràgic barranc Vaux-Chapître, més tard conegut amb el nom «Barranc de la Mort». A 15 km. de Verdun existí la població de Fleury, destruïda totalment. Poc tros més avall s'hi troba la granja de Thiaumont, amb un monument funerari que comprèn 52 làpides, corresponents als 52 sectors de Verdun i, a més, santuaris de tots els cultes. A 18 km. de Verdun s'aixeca el fort Duaumont, a 18 m. d'altura entre el barranc de Bras a l'oest i el de Vaux a l'est. També a l'est d'aquest fort es troba el bosc d'Hardaumont, i al sud-est el de la Caillette a uns 200 m. del Barranc de la Senyora s'eleva el monument «Trinxera de les Baionetes», erigit per l'americà Rand a la memòria dels soldats francesos que descansaven fusell en mà; és una làpida gegantesca sostinguda per massisses columnes envoltades de baionetes. Alguns quilòmetres més enllà, s'hi troben les pedreres d'Hardaumont, teatre de combats acarnissats. D'allà es baixa vers el Mosa pel barranc sud de la costa del Poivre. A Bras hi ha un cementiri militar.
A la riba esquerra del Mosa i a 13 k. de Verdun s'hi troba la població de Coumières. Un camí vers l'oest condueix fins al llindar del bosc de Caurettes i deixant a la dreta la línia avançada alemanya de 1916 s'arriba fins al Mort-Homme, les quals organitzacions defensives perduraren durant molts anys després de la comtessa: comprenien les cotes 265 i 285. En el Mort-Homme foren erigits dos monuments en memòria dels caiguts de la 40.ª i de la 69a divisió francesa, respectivament obra de Froment-Maurice. A 6 k. hi ha la destruïda població de Béthincourt i a 10 k. la de Mélancourt. En la ruta d'Esnes s'hi troba la cota 304, famosa pels combats que s'hi lliuraren, i a la seva dreta un cementiri nacional. La població d'Esnes apareix també destruïda en part.

## Combats de Verdun
Aquesta plaça forta, que en les guerres entre França i Alemanya ha desenvolupat sempre un paper important, fou durant el 1916 teatre de les lluites més acarnissades que es registraren en la guerra mundial, restant pendent del seu resultat el món sencer, doncs d'ell podia dependre la victòria d'Alemanya. La situació de Verdun en la frontera franco-alemanya era molt important, car es troba enfront de Metz, plaça de la qual només dista 60 k. constituint un bon punt de suport per operar contra la Lorena.
El front alemany, que des del nord de Compiègne seguia la direcció general oest-est, a Verdun s'inclinava vers el sud-est. Aquesta plaça podia considerar-se, per tant, com el pilar que servia de suport al front comprès entre els dos trams. Si s'aconseguia la demolició d'aquell suport, necessàriament s'ensorrarien els dos trams, obrint-se una esquerda que podria conduir a les planures de la Xampanya, agafant del revés tota la línia enemiga. L'atac resultava difícil, doncs, a banda dels forts permanents de la plaça, s'havien construït nombrosos atrinxeraments, i, a més, Verdun es trobava embegut en el front, no poden, per tant, envoltar el primer sense trencar el segon, i abans que això es realitzés, era possible que arribessin reforços de tota mena; per acabar, el terreny que l'envolta és molt trencat, havent-hi en aquest moltes altures separades per barrancs, que es presten a una defensa pas a pas.

El kronprinz, en uns articles publicats a final de desembre de 1928 en L'Illustration Française, diu que si bé el pla Schlieffen (cap de l'Estat Major anterior a la guerra) consistia a derrotar els francesos en una batalla campal, no desatenia l'atac a Verdun, doncs comprenia sobradament que una plaça forta de tanta importància no podia quedar fora dels plans d'una campanya, i a tal efecte havia previst el reforç del 5è exèrcit amb cert nombre de divisions de reserva per recolzar l'ala dreta cobrint les dues ribes del Mosa en direcció a Verdun. La importància de la missió confiada aquest exèrcit resta demostrada amb tan sols recordar que es confià el seu comandament a l'hereu de la Corona, el qual reconeix que el pla de Schlieffen, fruit d'un minuciós estudi havia estat desgraciadament modificat. El 1914 el 5è exèrcit no comptava amb aquestes divisions de reserva i hagué d'immobilitzar efectius que feren falta en la Batalla del Marne.
| « | Llavors, diu el kronprinz, verdaderament la sola existència de Verdun bastà, per salvar França. | » |

El 10 de setembre de 1914 els francesos es trobaren en una crítica situació a la rodalia de Verdun; i quan només mancaven, assegura el kronprinz, dos o tres dies perquè la plaça restes envoltada completament i caiguessin, precipitant-se per l'ample sot obert els 300.000 homes del 5è exèrcit, arribà l'ordre de retirada.
| « | ¡Aquell dia, exclama el kronprinz, el miracle del Marne salvà Verdun!. | » |

Erich von Falkenhayn, cap de l'Estat Major de l'Exèrcit alemany, exposà en la seva obra Alt Comandament de l'Exèrcit alemany de 1914 a 1916 els seus propòsits en el relatiu a l'atac a Verdun. Calia assestar un gran cop a l'enemic més temible, a Anglaterra. La guerra submarina sense quarter no podia ser aplicada davant les amenaces dels neutrals i, sobretot, dels Estats Units; Tampoc era convenient atacar el seu exèrcit a Flandes per les condicions climatològiques i topogràfiques, desavantatjoses a l'hivern, i no hi havia més solució que acabar amb l'Exèrcit francès, que semblava al final del límit de resistència. Per això s'havia d'entaular la lluita en un sector que França es veiés obligada a defensar a tot cor, i Verdun constituïa l'objectiu més indicat. Aquest sector francès, pobre en línies de comunicació, estava envoltat per la part d'Alemanya per una rica xarxa de carreteres i vies fèrries que permetia la ràpida concentració de les hosts atacants. Les barrancades i boscos circumdants permetrien ocultar els preparatius. Ja no caldria guanyar la batalla i arribar a la conquesta de la plaça, ja que per impedir-ho i defensar-la l'Exèrcit francès es deixaria sagnar fins a l'última gota de sang i arribaria a l'esgotament. En una paraula, es posaria en marxa un potent dispositiu, especialment en material, que obraria a manera de sangonera i que exigiria un gran consum d'efectius.
A més, en Falkenhayn el guiava una altra consideració per elegir Verdun: la de suprimir l'amenaça que aquella falca constituïa per les comunicacions especials d'Alemanya i la conca metal·lúrgica de Briey. El kronprinz, encarregat de la preparació i execució de l'atac a Verdun, no admetia aquest pla reduït, segons es dedueix dels seus Records. L'Exèrcit alemany no havia de fracassar per segona vegada davant la plaça, com havia fracassat en la batalla del Marne. Per això s'havia de renovar amb més constància i energia la maniobra de 1914, procedint a envoltar al camp atrinxerat per les dues ribes del Mosa, estrangulat de tal forma la seva rereguarda que fes impossible la defensa d'aquesta part. Les circumstàncies eren molt diferents de les de la batalla del Marne, ja que havien posat al peu en els Alts del Mosa, a Saint-Mihiel i la riba esquerra del riu. El general von Mudra, comanant en els boscos d'Argona el 16.e Cos a les ordres del kronprinz, estudiava des de feia temps les dades del problema. Fou governador de Metz abans de la guerra; pertanyia al 5è Exèrcit quan maniobrà a principis de setembre de 1914 per atacar la plaça per l'oest, i sabia millor que ningú el gran valor de la riba esquerra del Mosa, el mateix per a la defensa que per l'atac del camp atrinxerat.

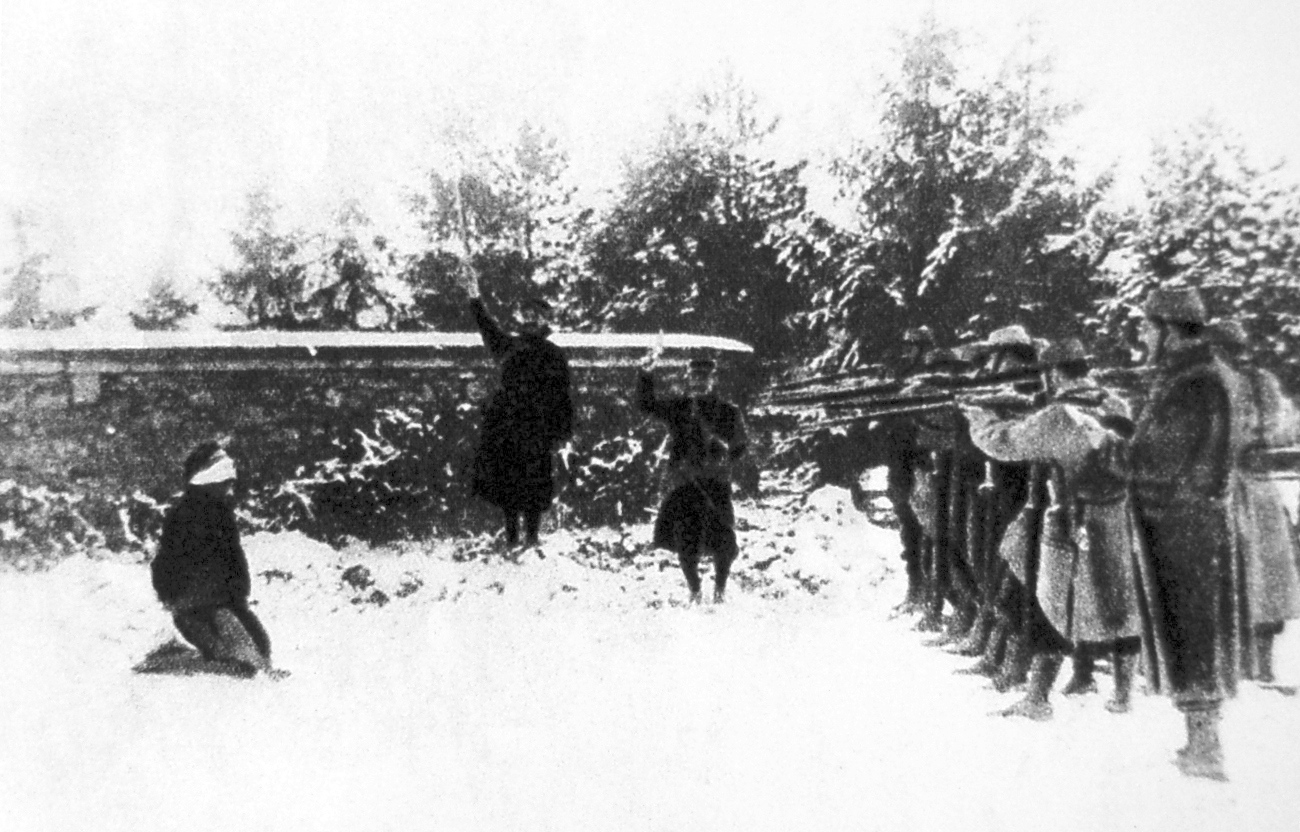
Execució d'un desertor

## Opinió del general Petain
| « | <El kronprinz i el general von Mudra, diu el mariscal Petain en una sèrie d'articles publicats en L'Ilustration a finals de 1928, veien bé la situació. A causa de la raresa de comunicacions en aquest sector, no podíem sostenir-nos en la riba dreta si el 5.e exèrcit alemany aconseguia assolir la via fèrria Sainte-Ménéhould-Aubreville-Verdun, el que li permetria amenaçar de prop la carretera de Bar-le-Duc a Verdun. D'aquesta manera no hagueren vist en la precisió de replegar-nos precipitadament sobre una línia improvisada d'Argona a Saint-Mihiel, i tal retirada, amb l'abandonament immediat de Verdun, portava amb ell conseqüències morals extremadament greus, doncs el món ignorava llavors que Verdun no posseïa ja el valor d'un verdader camp atrinxerat i hagués interpretat com a efecte de confusió el fet de renunciar a defensar la ciutat atacada. Que s'ha de pensar dels considerants a posteriori del cap de l'Estat Major imperial. De moment, això ¡els alemanys no es proposaven verdaderament atacar Verdun perquè Verdun els amenaces! Verdun una cunya de nostres línies: Verdun, sense comunicacions; Verdun a cavall sobre un riu amb passos insuficients assegurats d'una riba a l'altra, Verdun no podia ser après com a base ofensiva; un exèrcit no aconsegueix cap avantatja d'atacar des d'una cunya. Hindenburg i Ludendorff ho experimentaren el 1918, a Amiens i Château-Thierry. Per altra banda, sagnar l'Exèrcit francès no representava en aquell moment un objectiu plausible i suficient. De voler solament esgotar-nos, colpejant en un punt sensible que defensaríem amb l'esperit de sacrifici del que ens sabem capaços, s'exposaven a esgotar-se tant com nosaltres. Mentrestant, els nostres aliats es prepararien a entrar en escena, o com que el seu potencial de guerra era considerable, en homes els russos i en homes i material Anglaterra, ens obririen l'esperança de pronunciar l'última paraula. Sens dubte ens mancava la unitat de comandament per a coordinar l'acció de les nostres, disponibilitats, però Falkenhayn coneixia la unió segellada entre els aliats en les converses de Chantilly i París. Una batalla d'esgotament i de durada ens aproparia uns als altres, ens donaria temps per a precisar acords i prestar-nos ajuda. Falkenhayn apuntava segurament a un pla més elevat del que exposa. Aprecio molt als nostres adversaris des del punt de vista de la seva ciència estratègica per estar convençut, de què en les seves grans empreses, els seus plans es recolzaven en serioses raons. Crec, doncs, que el cap d'Estat Major, en escollir Verdun, preparava realment un gran cop; que al tancar una cunya de la nostra línia sota els seus focs i assalts, volia la seva caiguda; que en atraure nostres reserves la riba dreta, amb un riu a l'esquena, suposava la impossibilitat en què ens trobaríem de retirar-les en temps útil; que donant per segur la possibilitat d'una ràpida maniobra en la riba esquerra, preveia una gran engalzada, quelcom semblant a un nou Sedan (batalla de Sedan); que esperava, amb aquestes maniobres, obrir una immensa bretxa i que l'explotació de tal èxit davant un exèrcit francès tallat en dos parts donaria als exèrcits imperials les més belles perspectives de victòria...<<Penetrem-nos de la idea que la pàtria espera de nosaltres quelcom gran, proclamava el kronprinz en l'orde del dia del 12 de febrer…hem de demostrar a l'enemic que la fèrria voluntat dels fills d'Alemanya, tendia vers la victòria, ha romàs viva, i que l'Exèrcit alemany, quan marxa a l'atac, venç tots els obstacles..> Quelcom gran... Una voluntat fèrria estesa vers la victòria... Un atac vencent tots els obstacles...>> No diuen aquestes paraules el que constitueix el programa?. Aquestes grandioses visions, per complet segons els mètodes dels successors de Schlieffen, es justificaven pels brillants resultats assolits en els fronts orientals. Els alemanys podien pensar que la lluita presentaria més dificultats amb els francesos, però l'orgull, legítim en s'hi, de la seva superioritat, autoritzava la persecució de tal objectiu.> | » |

## El pla de Falkenhayn

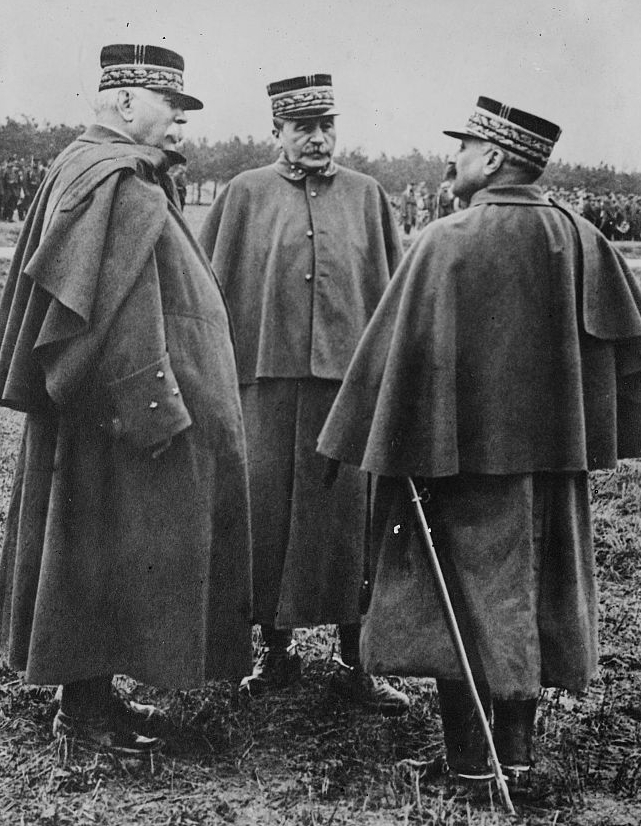
Fernand de Langle de Cary amb Joseph Joffre (esquerra) i Adolphe Guillaumat (dreta).

Per l'execució del pla de Falkenhayn es necessitaven 26 a 27 divisions, que mai, afirma el kronprinz, estigueren afectes sols a l'atac de Verdun. La discrepància d'opinions entre el generalíssim i l'hereu de la Corona obligà a diverses conferències per a formular el pla, que consistí a atacar de moment la riba dreta del Mosa, estenent-lo només més tard a l'esquerra. El propòsit dels alemanys consistia a introduir una profunda cunya en les línies enemigues de la part nord de Verdun comptant amb la sorpresa, el terror d'un formidable bombardeig i l'empenta d'una gran massa obrant en un espai reduït; el comprès entre el Mosa i els Jumelles d'Orne. Les tropes eren escollides, comptaven amb 1.225 canons de tots calibres (640 de grossor i molt gruix) i cada bateria disposava de 3.000 projectils. El 5.e cos d'exèrcit, que ocupava la línia alemanya a la riba dreta del Mosa des del principi de 1916, aconseguí ocultar el que s'anava preparant en tot el sector; en el major secret, sense que el menor moviment despertés l'atenció dels francesos (segons frase de Petain), vuit divisions rellevaren al 5.e cos, que passà a segona línia, i enormes masses d'artilleria prengueren posicions. El 18 de febrer afirma aquell general, l'Alt Comandament estava encara amb la creença de l'allunyament del perill i era el 12 del dia assenyalat per a l'atac.
Les idees que en aquells dies predominaven a França eren contràries a tota plaça forta, que, segons preconitzaven els Estats Majors, no tenien cap mena de valor en si mateix i només podien ser considerades com a elements més o menys importants d'una línia defensiva, arribant-se l'absurd d'ordenar el desarmament d'alguns forts de forma semipermanent. Aquestes idees feien que el general Herr (un cognom gens francès), defensor de Verdun, no fos anomenat governador de la plaça, sinó cap de la Regio fortificada de Verdun. Aquest general només contava per a resistir el primer embat en la zona d'atac ja indicada, amb les dues divisions del 30.e cos i diverses agrupacions d'artilleria tenint un total de 130 canons de campanya i 140 de gran calibre de model antic. Entre Verdun i Bar-le-Duc s'escalonaven d'altres divisions. El general Langle de Cary, avançant idees que tan sols al final de la guerra predominaren, ordenà al seu subordinat general Herr que, tenint en compte que en cas d'atac no tan sols serien destruïdes pel bombardeig les primeres línies sinó tot el conjunt de defenses que constituïen la primera posició, no devien apressar-se a portar tot el seu efectiu a les primeres línies, ni tan sols a la primera posició, a fi de guardar reserves per a la defensa de les altres posicions.

Petain afirma que Verdun no es trobava en condicions de resistir l'atac, i en esclatar la tempesta no hi havia verdaderament més posició de resistència que la de la línia dels forts.
| « | Potser haguérem salvat la totalitat dels nostres forts i fixat més aviat a l'adversari si ens haguéssim decidit a definir i organitzar una sola posició de resistència intermèdia entre la zona de llocs d'avantguarda i la línia de forts. | » |

## L'atac
L'atac fixat pel 12 de febrer hagué d'endarrerir-se al 20 a causa del mal temps, s'emprengué l'atac després d'una preparació artillera, que 
| « | <En cap cantó, diu Petain, en cap front i en cap batalla s'havia vist res semblant, tractant de crear una zona de mort, en que cap tropa s'hi pogués mantenir. Una tempesta d'acer, de fosa, de balins i de gasos tòxics queia sobre els nostres boscos, nostres barrancs, nostres trinxeres i nostres abrics, destrossant-ho tot, transformant el sector en un camp de matança, infectant l'aire, portant l'incendi al centre de la ciutat, arribant als ponts i poblats del Mosa fins a Génicourt i Troyon, formidables explosions sacsejaven nostres forts, posant-los plomalls de fum. No és possible descriure tal acció, que sens dubte no ha estat igualada mai en violència i que concentrà sobre el triangle comprès entre Brabant-sur-Meuse, Ornes i Verdun el foc devastador de més de 2.000.000 de projectils.> | » |

A les cinc de la tarda del dia 21 s'inicià l'atac, ocupant el 7.e cos de reserves, el 18.e i el 3.e les primeres trinxeres a la tarda del dia 22 el 7.e cos prengué les posicions immediates a Haumont. Els alemanys se sorprengueren per la resistència francesa, que no havia assolit destruir la preparació artillera, desplegant les tropes del 30.e cos un valor i una tenacitat increïbles. El 20.e cos francès arribà a la línia de foc mesclant-se en els encontorns de Douaumont amb el 30.e. el 1.e i el 13.e cossos començaven a desembarcar el 24 i el 25 i els grups d'artilleria començaven a ser reforçats.
El general Langle, veient la perillosa situació en què restaven les posicions de Woëvre, que podien ser presses del revés i que no tenien més objecte que cobrir els observatoris dels Alts del Mosa, ordenà la retirada al peu d'aquestes altures, operació verificada sense dificultats durant el dia 25. Mentrestant, el dia 24 l'ala dreta alemanya arribava al Mosa; el 7.e Cos atacà l'altura de Talon, el 18 s'apoderà Beaumont, i el 3.e Arribà a curta distància (2 k.) del fort de Douaumont. Al kronprinz li feien falta reforços i no els aconseguí. Perquè no els va tenir? <¡No ho sé!> va dir el príncep hereu. Era precís, a més, avançar la línia de foc, ja que gran nombre de peces només tenien 8 k. d'abast, i s'hagueren de fer per camins dolentíssims i sense els elements de tracció precisos. El 5.e exèrcit estava esgotat; només tenien en reserva la 14a divisió que acabava de ser retirada del front; el 22.e cos no arribava. Malgrat tot, el dia 25 encara s'avançà, apoderant-se, el 18.e cos de Louvemont i del fort de Douaumont. Aquesta important posició caigué en poder dels alemanys per sorpresa. En entrar en acció el 20.e cos francès als voltants del fort va creure que comptava amb una guarnició especial i no s'ocuparen d'aquest. En ser refusat pels alemanys, una companyia d'aquests, comandada pel capità Haupt segons el kronprinz, i pel tinent Brandi segons Petain, veient que no els obrien foc des del fort, avançà i s'apoderà de tan important posició sense trobar més que un grup de territorials francesos que estaven procedint <al desarmament de l'artilleria del parapet>, afirma Petain, i uns artillers, 10 o 12, encarregats del servei d'una torreta.
| « | <El tinent Brandi, diu el general, és un valent que deu servir d'exemple als oficials sub-alterns. ¡Quants altres i dels millors haguessin dubtat davant una mica temible obstacle, en l'interior del qual es podia presumir la existència de nombrosos artificis de guerra prestes a funcionar>. | » |

El general Castelnau havia anat a estudiar la situació de Verdun i les condicions en que podia ser empleat el 2n exèrcit que el Gran Quarter General encaminava vers Bars-le-Duc. A més el generalíssim, Joffre, encarregà el dia 24 al general Petain el comandament de les tropes que operaven a Verdun, posant-se al front d'elles el dia 25 a les onze del vespre. El dia 26 el 7e. Cos de reserva alemany pogué avançar un xic encara, però el 18e. I el 3r havien arribat al punt mort. El 15e. cos, ubicat un poc més a l'est, havia guanyat quelcom de terreny, que, això no obstant, no contribuïa a millorar la situació general. El dia 28 el kronprinz exposà en Falkenhayn que calia foragitar l'enemic de la riba esquerra del Mosa, única forma de fer possible un nou avanç per la dreta, doncs els focs laterals de la primera impossibilitaven tota operació en la segona.
| « | <Era precís, diu el kronprinz, apoderar-nos de tota la segona línia de defenses franceses al sud de Douaumont.> | » |

Per això li enviaren la 22a Divisió i 11a. bavaresa i 21 bateries pesades, i tropes de refresc per a operar en la riba dreta. Petain, a l'encarregar-se, el 25 de febrer, del comanament, es trobà amb la pèrdua de les posicions avançades, en una profunditat de 5 o 6 k. i entre elles la del fort Douaumont, punt dominant i clau del camp de batalla, la pèrdua del qual portava en si mateix per a la defensa conseqüències morals considerables. El nou general començà per definir el que anomenà posició de resistència, única que havia de defensar amb tota classes de mitjans i que estava marcada en la riba dreta per les línies que llavors ocupaven i que no deixaven camp lliure per a permetre el menor retrocés. Aquestes línies estaven constituïdes: al nord per les avançades de Thiaumont i Souville, mantenint-se el més a prop possible de Doaumont; a l'est, per la línia dels forts de Vaux, Tavannes i Moulainville, i la cresta dels Alts del Mosa dominant Woëvre. En la riba esquerra la posició devia pasar per Cumières-le-Mort-Homme, cota 304, i Avocourt. Les tropes encarregades de la seva defensa estaven repartides de la següent manera: general Guillaumat, amb dues divisions situades a cavall sobre el Mosa; general Balfourier, al front de quatre divisions, encarregat de defensar les altures del poble de Doaumont fins al fort de Vaux; a l'oest del riu estava el general Bazelaire amb la consigna de mantenir amb les seves dues divisions el front assignat contra tota eventualitat; els cossos 14e. i 2n defensaven els Alts del Mosa, de Moulainville a Epargnes. En reserva només hi havia els esgotats elements del 30è cos, però l'Alt Comandament anunciava la pròxima arribada dels cossos 13è i 21è i l'enviament immediat del 33è davant el temor que els forts atacs alemanys poguessin rompre la línia de resistència assenyalada, Petain ordenà l'habilitació d'una altra línia rereguarda per Avocourt, fort de Marre, rodalia al nord-est de Verdun i fort de Rozelier. Canviant per complet de procediment en el relatiu al paper dels forts, Petain, per fer impossible accidents com l'abandó del fort de Douaumont, ordenà als comandants de sector que cada fort tingués un governador i una guarnició especials, que hauria d'ésser rellevada el menys possible; que se'ls proveís per a quinze dies de queviures i municions, i que les obres no devien ser evacuades ni rendides ni tan sols en el cas de veure's envoltades per complet.
| « | <Els forts, diu Petain, es convertien d'aquesta forma en els puntals principals de la resistència, de la que constituïen l'entramat, i l'excelent xarxa de transmissions que unia a uns i altres facilitava l'exercici del comandament.> | » |

Referent a l'artilleria, ordenà que en cada sector prengués l'ofensiva, mitjançant <concentracions de focs que constituïen verdaderes operacions, i que sense causar-nos pèrdues les ocasionaven a l'enemic. És precís, deia constantment, que l'artilleria doni a la infanteria la impressió de què la sosté i que no és dominada.>

## Preparant l'ofensiva

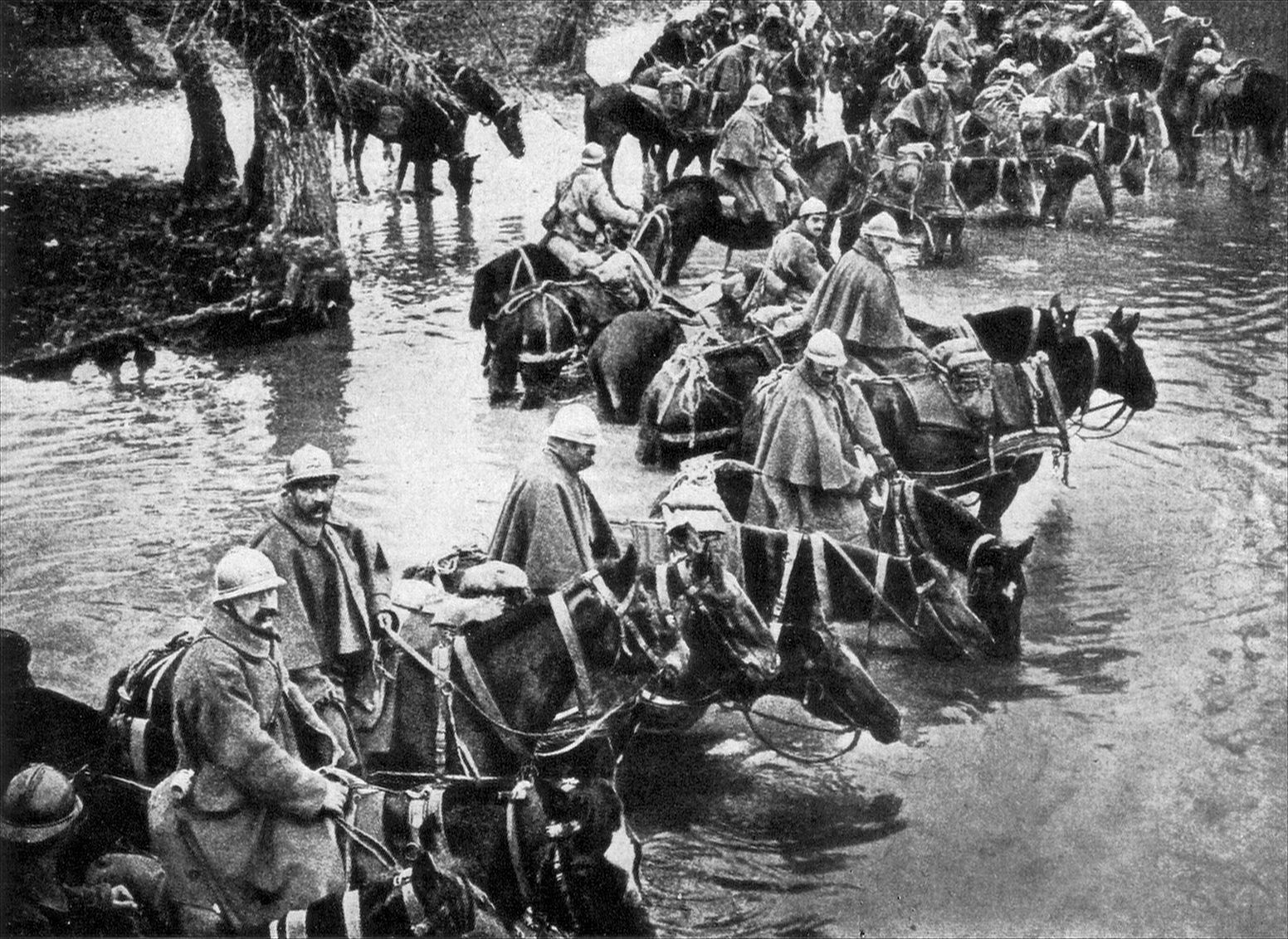
La cavalleria creuant un riu

El 2 de març els alemanys iniciaren el nou atac apoderant-se del poble de Douaumont, i el dia 6 els preparatius per operar en la riba esquerra estaven acabats. La divisió 22a prengué Forges, Regnéville i unes altures al sud; amb el reforç del 6.è cos de reserva apoderant-se dels boscos de Cumières. El dia 14 posaren els alemanys el peu en l'alt de le-Mort-Homme, sense desallotjar d'aquesta altura als francesos; dies abans, l'11, els cossos 3.è i 5.è havien fracassat davant el fort de Vaux. L'Alt Comandament alemany envià a Verdun dues noves divisions, organitzant-se en grups d'atac, constituïts per quatre o cinc divisions sota el comanament d'un cap de valia, sent minuciosament preparats els atacs; però el kronprinz començava a dubtar de la possibilitat de l'avançament, a causa de l'estat de les seves hosts: les privacions i sofriments produïen decaïment físic i moral, i la força numèrica disminuïa. S'intentà un nou avançament en la riba esquerra, i el 20 de març la divisió bavaresa ocupà els boscos de Malancourt i Avocourt, apoderant-se el dia 30 del poble de Malancourt.

Per aquestes operacions fou reforçat l'Exèrcit alemany amb el 22.è cos de reserva. El 30 de març el pla del kronprinz, que encara creia, malgrat tot, que els francesos havien sofert més estralls que els alemanys, consistia a ocupar en la riba esquerra una línia que anés pel bosc d'Avancourt a Cumières per la cota 304 i Mort-Homme, continuant l'atac en la riba dreta fins a assolir una línia que de les defenses de Thiancourt anés al fort de Pavannes per Fleury i el fort de Souville, i resta clar que per realitzar aquest pla feien falta tropes de refresc i nou material de tota classe amb canons i municions.
| « | ¡Les nostres esperances, exclama el kronprinz en els citats articles, no tenien límit, però en donar-se per fet que podíem esgotar tot l'Exèrcit francès en una sola batalla contra Verdun anàvem desencaminats!... | » |

En veure que Falkenhayn no podia enviar-li els recursos precisos i que tots els esforços fets no havien aconseguit la victòria, el kronprinz va creure que era convenient suspendre l'ofensiva i preparar-se per a una lenta retirada, cercant la decisió d'una lluita en el front occidental en un altre punt.
La situació no era millor, segons confessa Petain, en el front francès en la segona quinzena de març: l'Alt Comandament creia que la lluita s'anava esllanguint i que les reaccions ofensives es feien esperar. Tant s'impacientava el generalíssim, que acudí personalment a Verdun, i només es va retre a l'evidència davant el terreny i després d'assabentar-se de la nova organització donada al front per Petain. En la part occidental, el grup Bazelaire es descomponia en tres: Alby, amb el 13.è cos; Balfourier, amb el 20.è i Berthelot, amb el 32.è. A l'est estaven els generals Descoins amb el 12.è cos i Nivelle amb el 3.è. Restaven a disposició de Petain els cossos 7.è i 21.è. El sistema de renovació de tropes adoptat per l'Exèrcit francès consistia en el complet relleu de divisions, que seguien un moviment que ells anomenaven de sínia. Els alemanys, al contrari, es limitaven a reforçar les seves unitats, renovant homes i material, sense moure-les, el qual no deixava d'ésser més avantatjós des del punt de vista de coneixement del terreny pels caps i oficials.
Malgrat que Petain sabia que s'estava preparant una ofensiva en el Somme, seguia insistint en la seva petició de forces i les seves premioses reclamacions assoliren l'enviament del 9.è cos a canvi d'un altre ja esgotat.

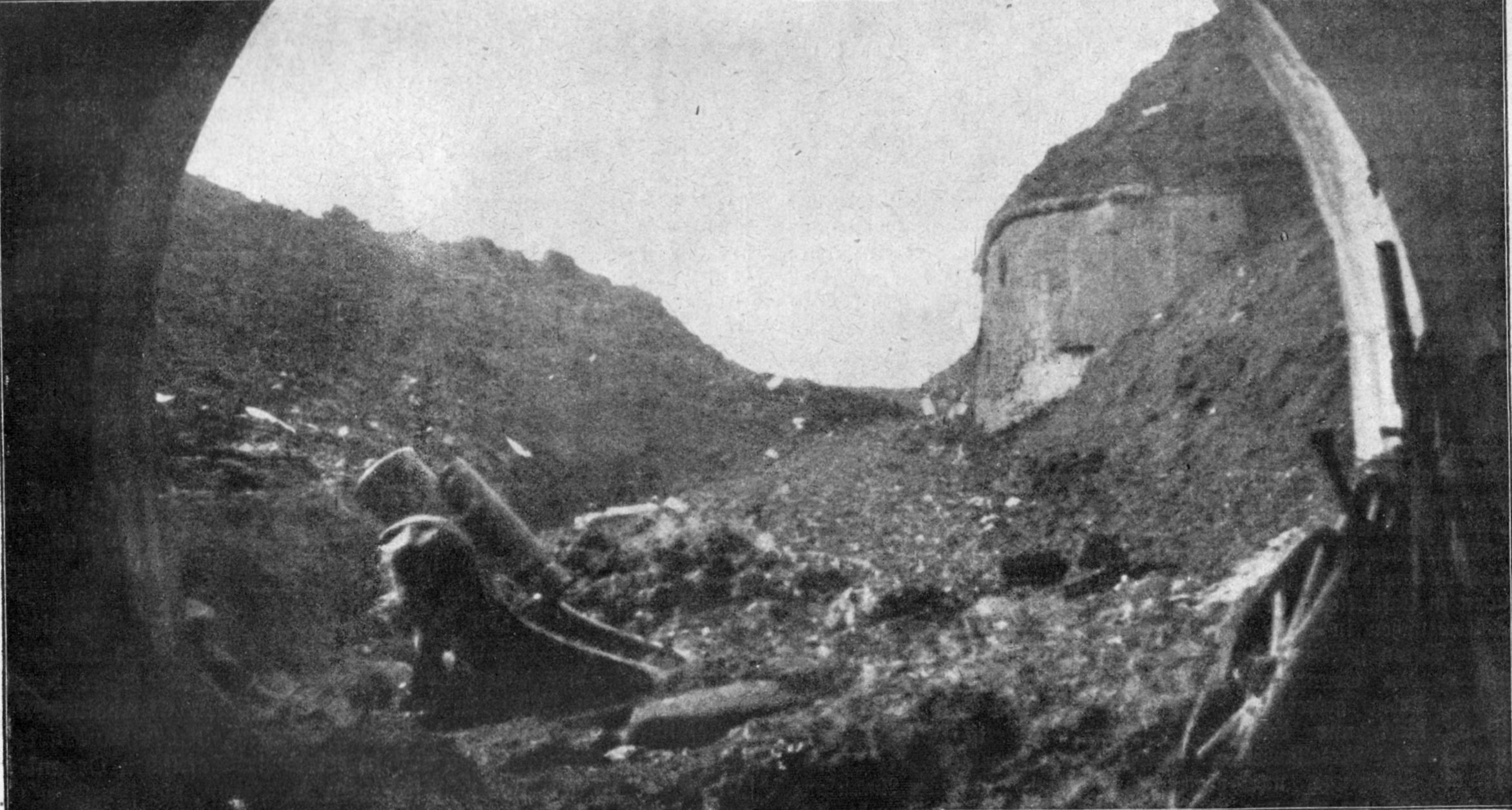
Entrada al Fort Douaumont

Després d'un infructuós atac fet pels francesos el 2 d'abril a dreta i esquerra de Douaumont, aconseguiren èxits secundaris a Haumont, Esnes i Béthancourt. A Mort-Homme continuaren acarnissats combats, en el que s'arribava al cos a cos; i el 19 d'abril els alemanys refusaren als francesos a l'oest de Douaumont.
| « | A pesar d'aquest èxit, torna a dir el kronprinz, s'apoderà fermament en mi la convicció que no devíem esperar una victòria decisiva enfront Verdu. | » |

amb motiu de passar a la reserva el general Langle de Cary, el generalíssim confià a Petain el comandament del grup d'exèrcits constituïts pel 2.n, 3.r, 4.t, 5.è restant el 2.n, al comanament del general Nivelle, encarregat directament de la defensa de la regió fortificada de Verdun. Amb profunda tristesa, segons frase de l'interessat, entregà Petain a Nivelle el comanament del 2.n, exèrcit, l'1 de maig, instal·lant el seu quarter general a Bar-le-Duc per complir la missió que se li havia confiat.
| « | La missió del general Petain, deia l'orde de l'Alt Comanament, consisteix en assegurar en tot el front del grup d'exèrcits del centre la inviolabilitat de les posicions, i en el concernent al front de Verdun, el recobrar el fort de Douaumont. | » |

Nivelle des del 2 de maig, començà a preparar-se per l'atac a Douaumont, encarregant aquesta missió a la divisió del general Mangin. Per a entrenar-se en una operació que devia ser summament difícil, dirigí les seves tropes a la presa del bosc, tan disputat, de la Caillette, aconseguint que els seus soldats adquirissin un extremat poder ofensiu, per a complir la seva escomesa fou reforçada la seva divisió amb una brigada d'infanteria, 150 peces, 10 d'elles de més de 37 cm., i nombroses esquadres d'aviació.
| « | L'operació consistia, diu el coronel d'artilleria Estienne, en llençar sobre la posició, amb tots els recursos de la nostra artilleria, un miler de tones de projectils per dia, durant sis o set, per imposar la nostra superioritat sobre l'artilleria de l'adversari i destruir els mitjans de defensa i la moral de l'enemic en les 60 hectàrees que s'havien d'ocupar. | » |

Mentrestant, els alemanys no es descuidaven, i el 4 de maig Després d'un intens bombardeig, aconseguiren el peu en el pendent nord de la cota 304. El kronprinz havia rebut el reforç del 1r cos bavarès, així és que quan Magin, després d'iniciar el dia 17 el foc de destrucció, es llença a l'assalt del 22, fracassà en el seu intent, per manca de preparació artillera, diuen els francesos, doncs les defenses del fort es trobaven intactes en la seva gran majoria el dia 25 es veié precisat ha retirar-se, després d'haver tingut en el seu poder el fort i poble de Doaumont. En els últims dies de maig els alemanys assoliren posar el peu en la superestructura del fort, comprometent extremadament la seva línia de retirada.
El fort va caure el dia 7 en poder de l'enemic, després d'enèrgica defensa i malgrat dels desesperats esforços de les tropes d'auxili.

El pessimisme tornà a regnar a França de tal manera, que Joffre es veié obligat a dirigir-se el 2 de juny al ministre de la Guerra, dient-li:
| « | Sembla mal elegida l'hora per pertorbar l'ànima dels combatents, sembrar el dubte vers del valor dels mitjans de què disposen, trencar la disciplina i disminuir l'autoritat dels caps... Seria precís exposar als homes de tots els partits que dirigeixen actualment per mitjà de la premsa, l'opinió pública, la necessitat d'enfortir, amb una fervent campanya, la confiança dels soldats i del país. | » |

Que hagués passat si en aquells moments Verdun hagués caigut en poder dels alemanys?.

## La urgència de Petain
Petain demanava amb urgència que s'iniciés l'ofensiva en un altre lloc del front per salvar Verdun, i Joffre li prometia que abans de gaire els aliats atacarien en el Somme.
Falkenhayn persistia en continuar l'atac, contra la forma de pensar del kronprinz, que hagué d'obeir ordres, la conveniència de les quals ell no compartia; ordres que complí amb la seva habitual mestressa, així ho reconeix el mateix Petain, el seu lleial adversari.
El 25 de juny fou un dia crític per França. Després de dos dies de preparació artillera els alemanys iniciaren un atac des del poble de Douaumont fins al sud-est del fort de Vaux. El 6è cos francès i la dreta del 2n hagueren de cedir la cresta des de Fleury a l'obra de Thiaumont, progressant els alemanys pels boscos al sud de Fleury i la cresta de Froideterre al sud-oest de Thiaumont. La situació es feu molt greu perquè l'última posició francesa del fort Saint-Mihiel al de Sauville es trobava amenaçada a molt curta distància, i si es perdia, deia Petain, «Verdun apareixeria al descobert en el centre d'un vast cercle, les bores restarien en poder de l'enemic. En aquestes condicions, l'ocupació de la riba dreta del Mosa es veuria irremeiablement compromesa». 
Per impedir el desastre mancaven reforços que Nivelle reclamava amb insistència. El dia 27, Petain telefonava a l'Alt Comandament per dir-los que no podien sostenir-se amb «divisions de segon ordre »i que «calia avançar l'atac anglès». L'enviament de quatre divisions fresques va permetre a Nivelle millorar la situació.
El 4 de juliol els alemanys prengueren la bateria alta de Damloup, fracassant el dia 11 en un atac a Sauville; aquest mateix dia, per haver pres gran increment la batalla del Somme, el kronprinz va rebre l'orde de suspendre provisionalment l'ofensiva, ordre que prengué caràcter definitiu en ser nomenat Paul von Hindenburg generalíssim. <Verdun, diu Ludendorf, s'havia convertit en una ferida oberta que corcava les nostres forces i hagués sigut racional retirar les posicions més enllà de la zona dels embuts>.
Petain i Neville havien convingut emprendre, a principis d'octubre, l'ofensiva amb l'objecte de recobrar els forts i restituir a la plaça tota la seva integritat; de la realització de l'ofensiva s'encarregà Mangin, cap del sector de la dreta. Se li enviaren dos morters del 40, i arribà a tenir 300 peces de campanya i 300 pesades. L'atac francès devia ser realitzat per tres divisions, sostingudes per altres tres. Del dia 20 al 23 l'artilleria inundà de projectils Duaumont, que foua abandonat el dia 24 a l'albada. El 2 de novembre els francesos eren els amos del fort de Vaux. El 15 de desembre es tornà a atacar vers el nord de Duaumont, valent-se de quatre divisions sostingudes per altres quatre 740 canons, aconseguint ocupar, diu Petain, sense dificultats i quasi sense pèrdues, tota la zona d'avantguarda dels forts des de Vacheranville a Louvemont i Bezonvaux. Aquest atac posà fi a la batalla de Verdun.

## Anàlisi de la Batalla
Els esforços i energies desplegats per ambdós contendents foren immensos. El 30 d'abril els francesos havien perdut 6.563 oficials i 270.000 soldats, segons confessà Petain; els alemanys reconegueren que havien perdut 500.000 de combatents. Des del 21 de febrer a finals d'abril els alemanys dispararen 21.700.000 projectils i França havia enviat a Verdun 20.100.000. aquest equilibri de forces i d'esforços feu fracassar el pla dels alemanys; si aquests haguessin pogut disposar de més divisions (relativament poques en nombre), Verdun hagués caigut i el resultat de la guerra hauria estat molt diferent.
Encara tornà a exercir aquesta fortalesa un paper important en la guerra. Petain, com a cap de grup d'exèrcits, dirigí l'ofensiva del 20 d'agost de 1917, que sota el comanament de Guillaumont restablí quasi del tot les posicions ocupades abans del 21 de setembre de 1918, que reduí el punt de Saint-Mihiel; i, per acabar, serví la plaça de Verdun de punt de suport als exèrcits franco-americans que aconseguiren la victòria decisiva des de finals de setembre a l'11 de novembre de 1918.